# Matsurokan
Le Matsurokan (末盧館) est un musée situé dans la ville de Karatsu, préfecture de Saga au Japon, consacré au site de Nabatake (菜畑遺跡), « site historique national » révéré comme « première rizière du Japon »,.

## Source
- (en) Cet article est partiellement ou en totalité issu de l’article de Wikipédia en anglais intitulé « Matsurokan » (voir la liste des auteurs).

1. ↑  (ja) « 末盧館 » [« Matsurokan »], ville de Karatsu (consulté le 14 juin 2012)
2. ↑  (ja) « 国指定（史跡の部）01 » [« National Historic Sites 1 »], préfecture de Saga (consulté le 14 juin 2012)